# Tarek Zoubir
Tarek Zoubir, né le 8 mars 1995, est un joueur international français de futsal.
Tarek Zoubir débute par le football dans le Nord de la France puis intègre le Lille Futsal. Devenu international U21 de la discipline, il rejoint le club de Division 1 FC Picasso Échirolles en 2015 puis Garges Djibson après un an. Il devient champion de France 2016-2017 et découvre la Coupe d'Europe. En 2018, il rejoint le Sporting Paris puis part jouer en Belgique avant de revenir au Garges Djibson.
De 2014 à 2016, Tarek Zoubir est régulièrement sélectionné en équipe de France U21 de futsal. Fin 2017, il est convoqué en sélection A pour le barrage retour de l'Euro 2018, auquel il ne participe pas ensuite. 
Tarek est le frère cadet d'Abdellah Zoubir, footballeur professionnel.

## Biographie

### Enfance et formation
Tarek Zoubir grandit dans le quartier de Lille Sud entouré de son père, gardien d’une salle de sports et d’une piscine, de sa mère, employée dans une crèche, et de ses frères et sœur. Ses parents sont originaires du Maroc, de Casablanca. Son grand frère d’Abdellah devient footballeur professionnel.  
Tarek débute aussi le football. Il évolue comme défenseur au FC Lille Sud pour la saison 2014-2015. Il débute dans le futsal au Lille Futsal.

### Première division de futsal
En septembre 2015, Tarek Zoubir est mis à l'essai par le club de première division, Futsal Club Picasso Échirolles. Celui-ci est concluant et le joueur s'engage avec le FCPE. Pour ses débuts en Division 1, il fait sa première apparition dans le groupe pour la troisième journée. 
Au terme de la saison 2016-2017, Tarek Zoubir est champion de France de futsal avec le Garges Djibson ASC. Durant l'année, il évolue aussi au football au FC Cournon en CFA 2. En juillet 2017, Tarek Zoubir est mis à l'essai par l'équipe réserve du RC Lens, club de football où évolue alors son grand frère Abdellah. En début de saison 2017-2018, Tarek et Garges participent à la Coupe de l'UEFA. Lors de la quatorzième journée de D1, il inscrit un triplé à Béthune (2-8), puis un doublé lors de la 21e pour la réception de Toulouse (8-2).   
Pour l'exercice suivant, Zoubir rejoint le Sporting Paris avec son coéquipier Michael de Sá Andrade. Lors du mercato hivernal 2018-2019, il quitte le SC Paris. 
Début septembre 2019, il rejoint le club belge du My-Cars Châtelet,.  

### En équipe nationale
En septembre 2014, alors joueur au Lille futsal, Tarek Zoubir est sélectionné par Raphaël Reynaud en équipe de France U21 de futsal pour deux matches amicaux face à Andorre. Son doublé permet aux Bleuets de s'imposer lors du premier match (5-3). Le mois suivant, il est convoqué pour deux oppositions contre la Croatie puis pour la tournée en Guyane en mars 2015, le stage à Tahiti en avril, où il marque contre l'équipe locale.
En septembre 2015, passé au FC Picasso, il est retenu pour le stage de présélection U21. En octobre, il est de nouveau sélectionné pour deux rencontres face au Portugal. 
En mai 2016, il est retenu pour participer au stage de détection pour l'équipe de France A au CNF de Clairefontaine. Mais le mois suivant, il est du stage U21 en Italie. 
Fin avril 2017, joueur de Garges Djibson, il est de nouveau retenu pour le stage de détection pour l'équipe de France A. 
Fin septembre 2017, Pierre Jacky le convoque pour le match retour des barrages d'accession à l'Euro 2018 en Croatie, en remplacement de Nassim Boudebibah.

## Palmarès
Avec Garges Djibson, Tarek Zoubir est champion de France 2016-2017 puis participer à la Coupe de l'UEFA au début de la saison suivante. 
- Championnat de France (1)
  - Champion : 2017